# Emiliano García-Page
Emiliano García-Page Sánchez (Toledo, 11 de junio de 1968) es un político español,  presidente de la Junta de Comunidades de Castilla-La Mancha desde 2015. Accedió al cargo el 4 de julio de 2015 tras quedar en segundo lugar en las elecciones gracias a un pacto con Podemos que le permitió llegar al gobierno de la comunidad. Tras vencer en las elecciones de 2019 fue investido para un segundo mandato consecutivo. El 6 de julio de 2023 fue investido en las Cortes de Castilla-La Mancha para un tercer mandato consecutivo tras ganar las elecciones de 2023 con mayoría absoluta. Es también secretario general del Partido Socialista de Castilla-La Mancha desde 2012. Fue alcalde de Toledo entre 2007 y 2015.

## Biografía
Nació en Toledo el 11 de junio de 1968. Antes de cumplir los dieciocho años se afilió a las Juventudes Socialistas. Al superar la mayoría de edad pasó a formar parte del PSOE. Licenciado en Derecho por la Universidad de Castilla-La Mancha, su primer puesto político fue el de concejal socialista en el Ayuntamiento de Toledo de 1987 a 1993. De 1991 a 1993 fue teniente de alcalde bajo el gobierno de Joaquín Sánchez Garrido. Mientras tanto, fue escalando posiciones dentro del PSOE, primero fue miembro del Comité Local (1987-1993), después del Comité Provincial (1991-1995) y desde 1991 de la Comisión Ejecutiva Regional. En 1997 fue elegido Secretario Provincial del PSOE.
Por otro lado, ha ocupado diversos cargos en el gobierno regional de Castilla-La Mancha, primero bajo la presidencia de José Bono y después con su sucesor, José María Barreda. Ha sido Portavoz del gobierno, Consejero de Obras Públicas, Consejero de Bienestar Social y Consejero de Relaciones Institucionales.

### Alcalde de Toledo (2007-2015)

#### Primer mandato (2007-2011)
También fue vicepresidente segundo de la Junta de Comunidades de Castilla-La Mancha puesto que abandonó para presentarse a las elecciones municipales del 27 de mayo de 2007 a la alcaldía de Toledo. Su principal rival fue el entonces alcalde de la ciudad, José Manuel Molina García, del PP. Su candidatura quedó en segundo lugar con 18 011 votos (el 43,35 %), lo que se traduce en once concejales de veinticinco posibles. Pese a quedar por detrás del candidato del Partido Popular, firmó un pacto de gobierno con los dos concejales de Izquierda Unida (encabezados por Aurelio San Emeterio), convirtiéndose en el alcalde de la ciudad el 16 de junio de 2007.

#### Segundo mandato (2011-2015)

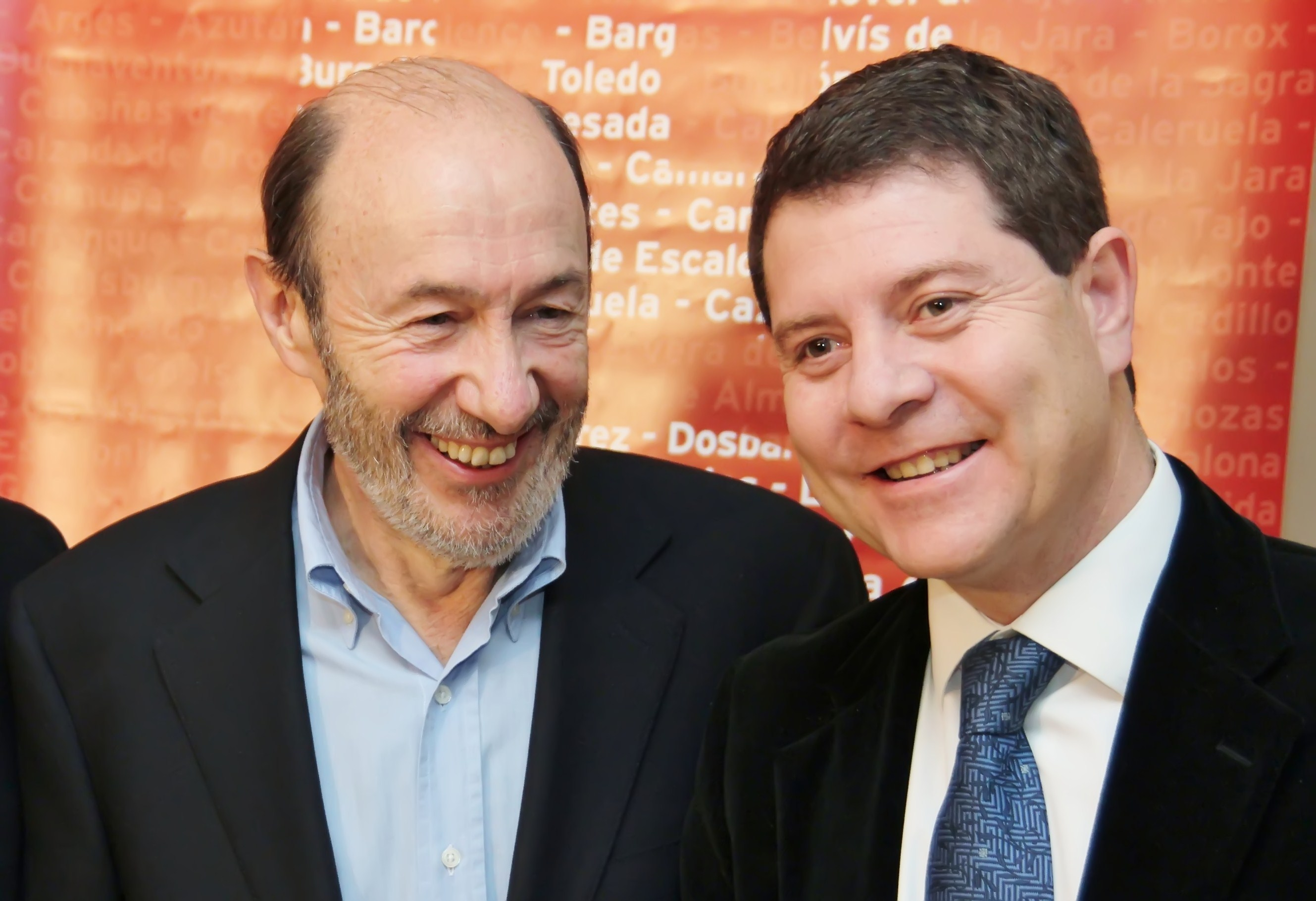
García-Page y Alfredo Pérez Rubalcaba en 2012, durante la campaña para el XXXVIII Congreso del PSOE

En las elecciones municipales de 2011 se enfrentó como candidato a Paloma Barredo, candidata del Partido Popular y, de nuevo, a Aurelio San Emeterio por Izquierda Unida. En dichos comicios su candidatura fue la más votada, obteniendo un total de 20 025 votos, lo que se tradujo en doce concejales frente a once del PP y dos de IU, ganando su partido unas elecciones municipales por primera vez en democracia y siendo el segundo alcalde socialista en repetir en el cargo, tras Joaquín Sánchez Garrido. Fue reelegido como alcalde con mayoría simple, así que el PSOE comenzó a gobernar la legislatura en solitario.
Las Cortes de Castilla-La Mancha, a iniciativa del Grupo Parlamentario Socialista, lo designaron senador autonómico el 16 de septiembre de 2011. El 25 de febrero de 2012 fue elegido secretario general del PSOE de Castilla-La Mancha con el 95,82 % de los votos.

### Presidente de Castilla-La Mancha (2015-act.)

#### Primer gobierno (2015-2019)

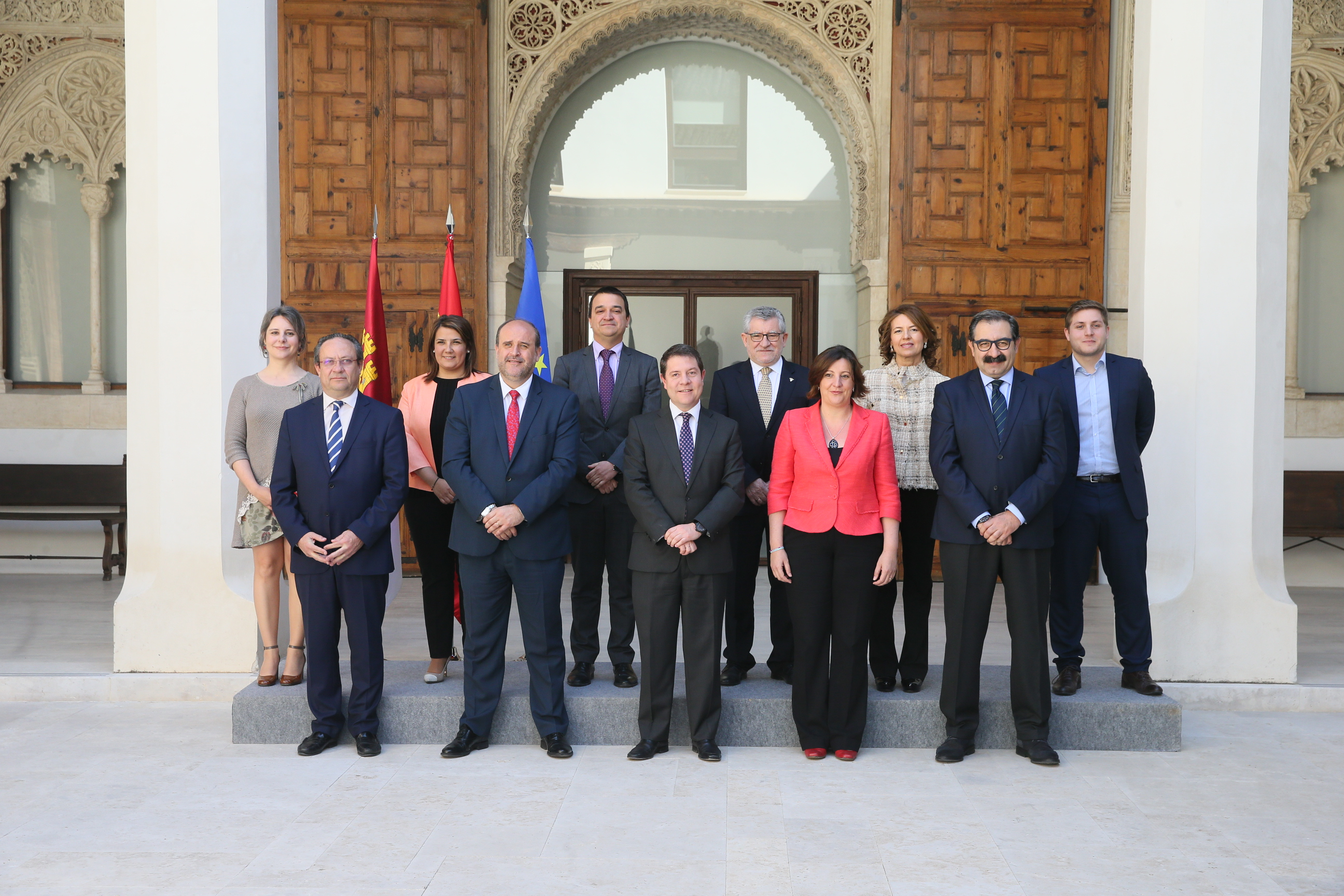
Posando con su equipo de gobierno, en abril de 2017.

Tras las elecciones autonómicas de mayo de 2015, a pesar de haber quedado por detrás del Partido Popular, fue investido presidente de la Junta de Comunidades de Castilla-La Mancha gracias al apoyo parlamentario de Podemos, sucediendo  a María Dolores de Cospedal (PP), presidenta de la Junta de Comunidades entre 2011 y 2015, cuyo partido había ganado nuevamente las elecciones.
En agosto de 2017, como parte de un acuerdo con Podemos para la aprobación de los presupuestos regionales, nombró a José García Molina como vicepresidente segundo, y nombró como consejera encargada del Plan de Garantías Ciudadanas a Inmaculada Herranz, también vinculada a Podemos. El hasta entonces vicepresidente regional (único), José Luis Martínez Guijarro, fue nombrado vicepresidente primero.

#### Segundo gobierno (2019-2023)
En las elecciones autonómicas de mayo 2019 resulta ganador el PSOE, el cual logra la mayoría absoluta con 19 de 33 diputados en las Cortes de Castilla-La Mancha. García-Page sale reelegido presidente el 1 de julio y forma su segundo gobierno el 8 de julio, esta vez sin incluir a miembros de Podemos.

#### Tercer gobierno (2023-act.)
El PSOE resulta vencedor en las elecciones a las Cortes de Castilla-La Mancha de 2023 con 17 de escaños de 33. Castilla-La Mancha se convierte en una de las pocas regiones gobernadas por el PSOE que aún siguieron estándolo después de las elecciones autonómicas del 28 de mayo de 2023. El 6 de julio de 2023 las Cortes de Castilla-La Mancha reeligen a García-Page como presidente, obteniendo 17 votos a favor (PSCM) y 16 en contra (PP-CLM y Vox).

## Vida privada
Emiliano García-Page inició trámites de separación de su esposa Yolanda Fernández, la madre de sus dos hijos, en 2020 y se fue a vivir en solitario a un piso de alquiler en un bloque de viviendas a las afueras de Toledo.

## Críticas
García-Page ha protagonizado grandes polémicas desde que llegara a la presidencia de Castilla-La Mancha. Tras llegar a la presidencia de la comunidad gracias a los votos favorables de Podemos después de haber perdido las elecciones, Emiliano García-Page apoyó con rotundidad a Susana Díaz frente al presidente del Gobierno, Pedro Sánchez, en las primarias a la Secretaría General del PSOE de 2017 afirmando que si ganaba Pedro Sánchez no se volvería a presentar como candidato a liderar al PSOE en la región. Una vez celebradas las primarias, Pedro Sánchez arrasó a Susana Díaz y Page, contrariamente a lo que había dicho, se volvió a presentar a la reelección.
García-Page es uno de los grandes ejecutores de la construcción de uno de los hospitales más grandes de Europa, de un kilómetro de longitud, en una ciudad del tamaño de Toledo, su ciudad natal, cuya población no supera los 90 000 habitantes, lo que ha sido considerado por numerosos medios como uno de los mayores despilfarros de dinero público en España.

En Albacete anunció ante el secretario general del PSOE, Pedro Sánchez, en caso de ser presidente la construcción de un hospital nuevo con todas las especialidades de manera similar al resto de capitales de la región. Tras llegar al gobierno de la comunidad, García-Page se desdijo de sus propias palabras y anunció la reforma del Hospital General de la capital albaceteña.
Desde fuera de la comunidad también han llegado críticas a su gestión y sus polémicos discursos, incluso procedentes de la propia izquierda. El 9 de junio de 2022 el presidente de Extremadura, Guillermo Fernández Vara, también del PSOE, replicó a García-Page que él «no es monaguillo de nada ni nadie» y el 18 de junio de 2022 la vicepresidenta de la Generalidad Valenciana, Mónica Oltra, señaló que «el Botànic, sin Compromís, es García Page» poniendo en evidencia la forma de gobernar la comunidad de este político. Acerca de su preparación y capacidades políticas, Page señaló en un discurso: «No me siento con la capacidad de ser presidente de España», llegando a afirmar el propio político que «a lo mejor» no le dejan ser otra vez candidato a la presidencia de la Junta de Comunidades de Castilla-La Mancha, algo que no sería posible con el límite de mandatos establecido por ley que su formación consiguió derogar.
Durante la campaña electoral de las elecciones autonómicas y municipales de 2023, recibió muchas críticas y acusaciones de machismo por una serie de comentarios que realizó en tono jocoso sobre la alcaldesa de Talavera de la Reina, Tita García Élez: "Hasta que no la case no va a dejar de ser alcaldesa. Si quieren los del PP quitarse a Tita de encima, ya saben lo que tienen que hacer". En el mismo sentido los comentarios que realizó sobre la sexualidad de sus hijos en un mitin en Azuqueca de Henares asegurando que "con su hijo 'sí se atreve' a hablar de la vida sentimental porque 'es un chico de esos de raza', para decir después que con su hija, no, afirmando sobre ella: "Yo se lo digo siempre: 'tú estudias el cuerpo humano en Medicina, pero las prácticas las hace tu hermano'".

## Cargos desempeñados
- Concejal en el Ayuntamiento de Toledo. (1987-1993)
- Teniente de Alcalde y concejal de Festejos en el Ayuntamiento de Toledo. (1991-1993)
- Consejero Portavoz de Castilla-La Mancha. (1993-1997)
- Diputado por Toledo en las Cortes Castilla-La Mancha. (1995-2007)
- Consejero de Obras Públicas de Castilla-La Mancha. (1997-1998)
- Secretario Provincial del PSOE de Toledo. (1997-2012)
- Consejero Portavoz de Castilla-La Mancha. (1998-1999)
- Consejero de Bienestar Social de Castilla-La Mancha. (1999-2000)
- Presidente del Grupo Socialista en las Cortes de Castilla-La Mancha. (2000-2001)
- Consejero Portavoz de Castilla-La Mancha. (2001-2004)
- Consejero de Relaciones Institucionales de Castilla-La Mancha. (2004-2005)
- Vicepresidente Segundo de Castilla-La Mancha. (2005-2007)
- Concejal en el Ayuntamiento de Toledo. (Desde 2007)
- Alcalde de Toledo. (2007-2015)
- Senador por designación autonómica. (De 2011 a 2015)
- Secretario general del PSOE de Castilla-La Mancha. (Desde 2012)
- Diputado por Toledo en las Cortes de Castilla-La Mancha. (Desde 2015)
- Presidente de la Junta de Comunidades de Castilla-La Mancha (Desde 2015)